# 85158 Phyllistrapp
85158 Phyllistrapp este o planetă minoră (asteroid) din Mars-crossing asteroid⁠(d). A fost descoperită pe 17 octombrie 1987 la Observatorul Palomar de Carolyn S. Shoemaker. 
Obiectul prezintă o orbită caracterizată de o semiaxă mare de 2,3001353080122 UAi, o excentricitate de 0,32, o înclinație de 6 ° în raport cu ecliptica.